# جورج بيلي (لاعب كريكت)
جورج بيلي (بالإنجليزية: George Bailey)‏ (3 يناير 1882 في أستراليا - 17 يونيو 1964) هو لاعب كريكت أسترالي. لعب مع فريق تسمانيا للكريكت.

## وصلات خارجية
- جورج بيلي (لاعب كريكت) على موقع إي آس بي آن كريك إنفو (الإنجليزية)